# Üçüncü Tala
Üçüncü Tala, Donbabina (?-2015) är en ort i Azerbajdzjan.   Den ligger i distriktet Zaqatala Rayonu, i den nordvästra delen av landet, 300 km väster om huvudstaden Baku. Donbabina ligger 241 meter över havet och antalet invånare är 2 042.
Terrängen runt Donbabina är platt. Närmaste större samhälle är Danaçı, 7,3 km väster om Donbabina.
Omgivningarna runt Donbabina är en mosaik av jordbruksmark och naturlig växtlighet. Runt Donbabina är det ganska tätbefolkat, med 80 invånare per kvadratkilometer.